# Épisy
Épisy ist eine Commune déléguée in der französischen Gemeinde Moret-Loing-et-Orvanne mit 608 Einwohnern (Stand 1. Januar 2022) im Département Seine-et-Marne in der Region Île-de-France. Der Ort befindet sich zwölf Kilometer südöstlich von Fontainebleau an der Route départementale D40.

## Geschichte
Épisy wurde mit Wirkung vom 1. Januar 2016 mit Orvanne und Montarlot zur Commune nouvelle Moret Loing et Orvanne (heutige Schreibweise Moret-Loing-et-Orvanne) zusammengelegt. Heute ist Épisy eine Commune déléguée.

## Sehenswürdigkeiten
- Kirche Saint-Pierre-aux-Liens, erbaut im 16. Jahrhundert (Monument historique)

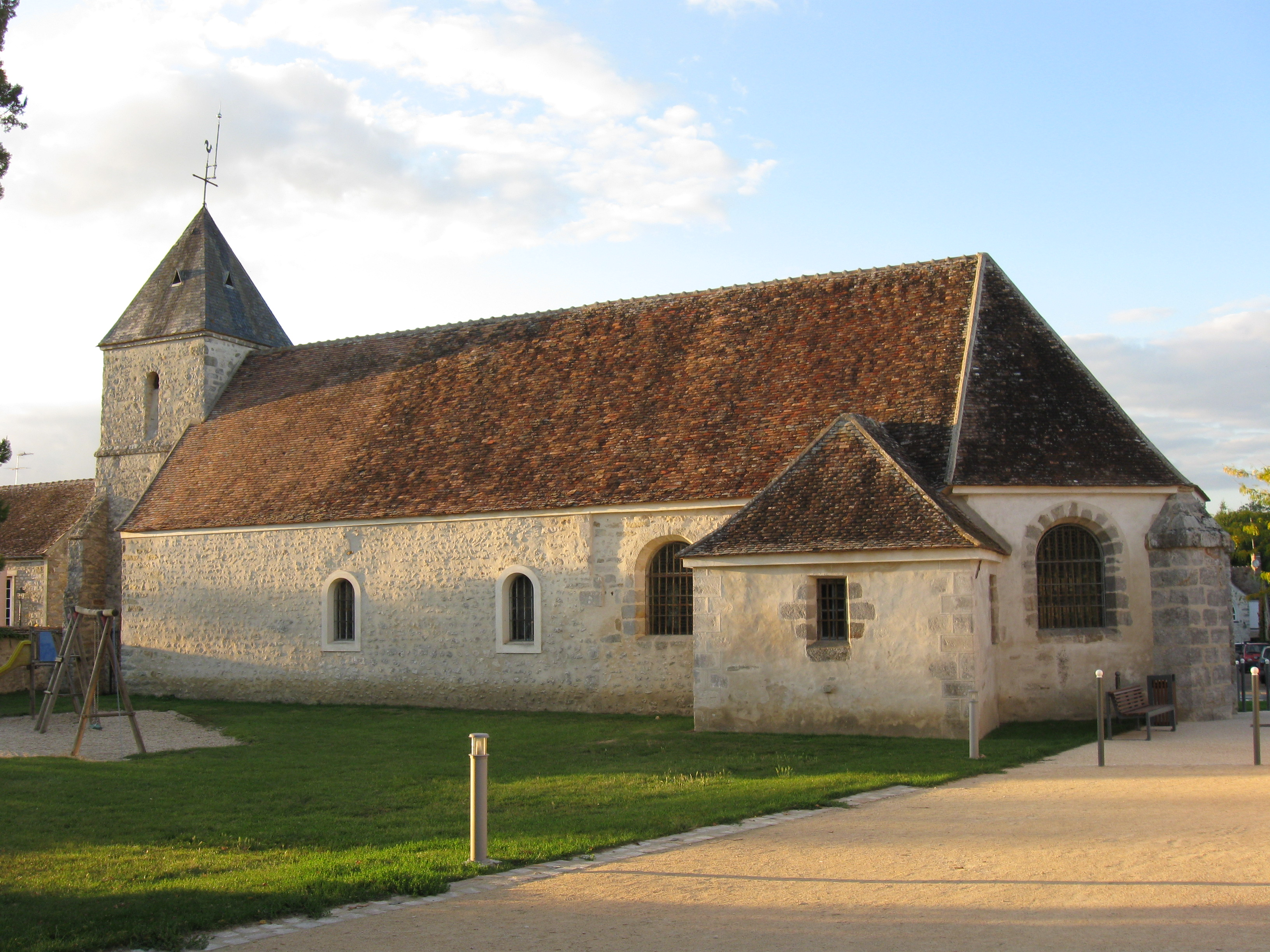
Kirche Saint-Pierre-aux-Liens